# Volcán Negro
Volcán Negro es un superhéroe afroamericano de ficción en la serie animada Super Amigos creados por Hanna-Barbera. Su voz fue interpretada por Buster Jones.

## Biografía del personaje
A diferencia de la mayoría de los Super Amigos, Volcán Negro no era un personaje de DC Comics preexistente. Esto es particularmente notable ya que la lista de DC Comics hizo incluir un superhéroe afroamericano con poderes basados en la electricidad, Rayo Negro, que no podía ser utilizado en el programa debido a las disputas entre DC y creador del Rayo Negro, Tony Isabella.
Sus poderes incluyen la capacidad de emitir luz de las manos. También puede volar mediante el impulso de la parte inferior del cuerpo con la energía. En algunas ocasiones, ha expuesto poderes que no había mostrado antes, como la capacidad de asumir una forma de energía pura y viajar a la velocidad de la luz (en un intento fallido de escapar de un agujero negro) Fue capaz de viajar de regreso en el tiempo por la fluctuación de la energía de su cuerpo para abrir una grieta en el espacio-tiempo. Volcán Negro es capaz de soldar por puntos la microelectrónica.
En la encarnación final de la serie, las grandes potencias del equipo: Guardianes Galácticos, fue reemplazado con Cyborg, otro superhéroe negro que ya estaba bien establecido en DC Comics.

## En otros medios
Televisión
Volcán Negro hizo varias apariciones en el programa de Harvey Birdman expresado por Phil LaMarr.
Debutó en la temporada de un episodio "Lesiones Muy Personales", en la que estuvo presente en el juicio cuando el Jefe Apache demandó una cafetería. En el episodio, que describe su poder como "electricidad pura ... en mis pantalones." Esto se convierte en un chiste; cada vez que alguien hace un doble sentido, pronuncia alguna variación en "... en mis pantalones." Afirma que se utilizó anteriormente el nombre de "Super Volt" antes que Aquaman sugieriera su nombre actual, que Volcán Negro cree es un insulto racista. Volcán Negro sugiere que Aquaman, por tanto, debería ser llamado "pescado blanco". Al final del episodio, Volcán Negro y Jefe Apache forman "Los Pals Multiculturales" con otros superhéroes de color y Jesse Jackson.
En "La pubertad cacahuete", Volcán Negro da consejos al cacahuete personaje a medida que pasa por la pubertad de superhéroes y adquiere sus poderes.
En el episodio "botín Noir" Volcán Negro tiene un menage a trois con su exnovia y Norlissa Reducto.
En el primer episodio de la serie Static Shock, uno de los trajes de Virgil considera como su traje de superhéroe se asemeja Volcán Negro, sino que incluye pantalones. Richie lo rechaza, diciendo que el traje le hace parecer "un comercial de la batería".
En Justice League Unlimited, The Juice, personaje basado en Volcán Negro y es miembro de los Ultimen. Él tiene la capacidad de emitir electricidad de su cuerpo, que puede utilizar para crear pequeñas explosiones eléctricas o volar mediante el impulso de su parte inferior del cuerpo con la energía. Él puede asumir una forma eléctrica que se puede usar para viajar de forma rápida y discretamente. Juice rara vez habla, pero cuando lo hace suena ronca su voz y disuelta, como un altavoz de baja calidad o radio. Después que el Señor Maxwell revela sus verdaderos orígenes y expectativas de vida cortos, Juice se sorprendió de Maxwell Lord cuando se ofreció para ayudar a los Ultimen. Los Ultimen combatieron la liga de la justicia en un plan desesperado por Ventisca. Juice peleo contra Batman y fue derrotado cuando Batman lo golpeó en algunas tuberías de agua que provocó un cortocircuito en su fuente de alimentación. Juice está ahora encarcelado como la mayoría de los otros Ultimen, sus cuerpos aún esta en deterioro. Un ejército de clones Ultimen fueron posteriormente creado por el Proyecto Cadmus, en un intento de acabar con la Liga de la Justicia. Finalmente fueron derrotados.
El traje Volcán Negro se puede ver en el fondo para el teaser trailer de la próxima DC Nation Pantalones cortos de Rayo Negro. El episodio confunde Rayo Negro con los personajes truenos y relámpagos.
Volcán Negro se combinó con estatic en la Young Justice como parte de un grupo de adolescentes amigos estupendos análogos de la serie.
Volcán Negro hace un cameo en Scooby-Doo! La máscara del Halcón azul junto con los otros Super Amigos.
Juguetes
Volcán Negro ha sido puesto en libertad en la Liga de la Justicia Ilimitada paquete de tres, acompañado por sus compañeros de equipo de Super Amigos Jefe Apache y Samurai. Una figura 6 "acción Volcán Negro fue lanzado en Mattel DC Universe Classics Wave 18, que se dedicó principalmente a personajes de Super Amigos. Volcán Negro fue también recientemente lanzado en 2016 como una de 8 pulgadas figura de acción de Mego-como en las figuras Toy Company.
En 2017, tras el lanzamiento de la película de LEGO Batman, la marca de juguetes de construcción lanzó al mercado dos series de 20 minifiguras coleccionables cada una en bolsas aleatorias. La minifigura No. 20 de la segunda serie de minifiguras, correspondía a Volcán Negro, la cual estaba equipada por dos rayos como accesorios.
Historietas
Dibujante de cómics y ventilador Super Amigos Alex Ross pretende crear una versión modernizada del Volcán Negro para su serie Capitán Marvel rechazada. El título habría tenido el carácter rediseñados como Vulcano, un niño afroamericano que podría convertirse en un superhéroe adulto después accidentalmente ganando algunos de los poderes del mago Shazam.
Volcán Negro hizo un cameo en el DC Un Millón de 80 páginas Gigante especial como parte de una de las muchas Ligas Justicia alternativos que accidentalmente terminó en la sede de la Justicia Legión Alfa.
- Datos: Q4922117